# Simon Mattar
Simon Mattar – liberyjski piłkarz występujący na pozycji obrońcy. Członek sztabu szkoleniowego amerykańskiego zespołu Albion Hurricanes z Houston.

## Kariera klubowa
W swojej karierze Mattar występował między innymi w liberyjskim zespole Invincible Eleven, a także w drużynie amerykańskiej uczelni Lindsey Wilson College.

## Kariera reprezentacyjna
W 1996 roku Mattar został powołany do reprezentacji Liberii na Puchar Narodów Afryki. Nie zagrał jednak na nim w żadnym meczu, a Liberia zakończyła turniej na fazie grupowej.